# Notozomus ingham
Notozomus ingham är en spindeldjursart som beskrevs av Harvey 1992. Notozomus ingham ingår i släktet Notozomus och familjen Hubbardiidae. Inga underarter finns listade i Catalogue of Life.